# La fine del mondo (EP Anastasio)
| Recensione | Giudizio |
| ---------- | -------- |
| Rockol     |          |

La fine del mondo è il primo EP del rapper italiano Anastasio, pubblicato il 14 dicembre 2018 dalla Sony Music.

## Descrizione
Il disco si compone di sei brani, tra cui il singolo omonimo presentato dal rapper alla dodicesima edizione del talent show X Factor, dove ha trionfato.
Al suo interno figura anche una reinterpretazione del brano Generale di Francesco De Gregori, anch'essa presentata in precedenza al talent show e caratterizzata da un testo riscritto dal rapper.

## Tracce
1. La fine del mondo – 3:03 (testo: Marco Anastasio – musica: Don Joe)
2. Ho lasciato le chiavi – 2:08 (testo: Marco Anastasio – musica: Gianluigi Fontanella)
3. Generale – 2:09 (Francesco De Gregori) – originariamente interpretata da Francesco De Gregori
4. Un adolescente – 2:35 (testo: Marco Anastasio – musica: Don Joe)
5. Autunno (feat. BowLand) – 4:27 (testo: Marco Anastasio – musica: Leila Mostofi, Pejman Fani, Saeed Aman)
6. Costellazioni di kebab – 3:09 (testo: Marco Anastasio – musica: Gianluigi Fontanella)

## Classifiche
| Classifica (2018) | Posizione massima |
| ----------------- | ----------------- |
| Italia            | 8                 |